# 1484 w polityce

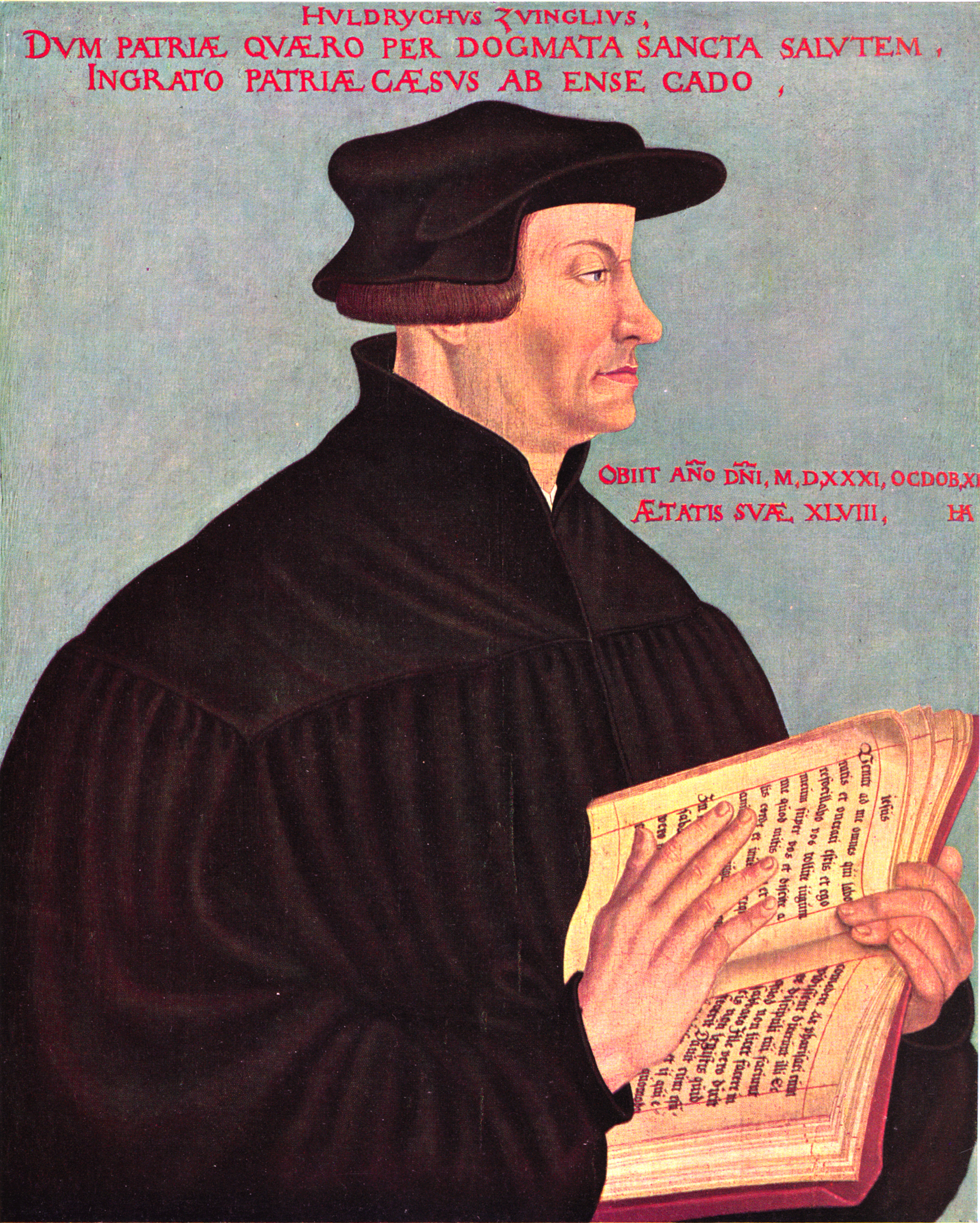
Ulrich Zwingli

Wydarzenia polityczne w 1484 roku.

## Wydarzenia
- Podczas konklawe w Stolicy Apostolskiej w dniach 26-29 sierpnia 1484 r. wybrano Papieża Innocentego VIII po śmierci Papieża Sykstusa IV.

## Urodzili się
- 1 stycznia Ulrich Zwingli, działacz reformacyjny[1].

## Zmarli
- 4 marca – Święty Kazimierz.